# Melgar de Yuso
Melgar de Yuso es una localidad y municipio de la provincia de Palencia, comunidad autónoma de Castilla y León, España.

## Historia

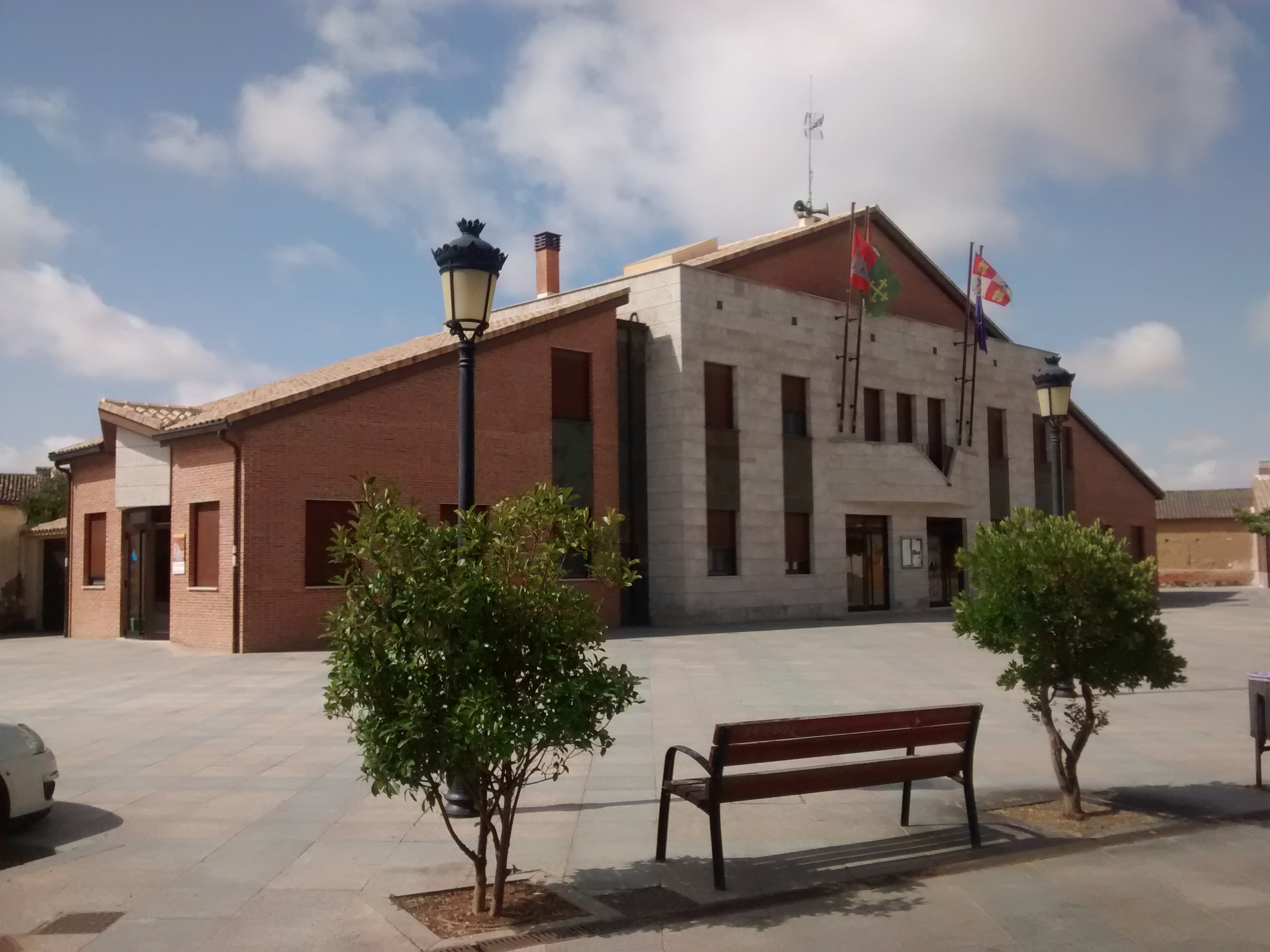
Casa consistorial

Melgar de Yuso, fue una villa repoblada en el año 988 por Fernán Mentález, vasallo de Fernán González, estos también repoblaron otras villas cercanas como Melgar de Fernamental (en la antigüedad Melgar de Suso). Esta villa fue denominada en la antigüedad de los Caballeros al estar cercana al Camino de Santiago, por su relación con la Orden de Santiago. Se le otorgan los mismos fueros que a Melgar de Suso (ahora llamada Melgar de Fernamental) confirmados por el Conde de Castilla el 8 de septiembre de 988, confirmando Melgar de Yuso como localidad. Melgar de Yuso fue cabeza de Condado, cuyo título fue concedido por Enrique IV de Castilla a Fadrique Enríquez de Mendoza, Almirante II de Castilla. Esta tiene una antigua fortaleza, el Palacio de Ramírez, hoy destinada a domicilio particular. Melgar de Yuso, contó con el afamado Hospital Regional de Romeros donde se atribuían curaciones milagrosas.

### SigloXIX
Así se describe a Melgar de Yuso en la página 359 del tomo XI del Diccionario geográfico-estadístico-histórico de España y sus posesiones de Ultramar, obra impulsada por Pascual Madoz a mediados del siglo XIX:

MELGAR DE YUSO, antiguamente MELGAR DE LOS CABALLEROS

Villa con ayuntamiento en la provincia y diócesis de Palencia (6 leguas), partido judicial de Astudillo (1), audiencia territorial y capitanía general de Valladolid (14).
Situada al extremo E de la provincia y a la margen izquierda del río Pisuerga; su clima es desigual; pues tanto el frío como el calor son excesivos; le combate el viento N, y sus enfermedades más frecuentes son intermitentes rebeldes, inflamatorias biliosas y catarros.
Consta de 130 casas de buena construcción y generalmente de 2 pisos, formando varias calles anchas, pero desempedradas; la casa de ayuntamiento que sirve también de cárcel es regular y la denominada palacio de Ramírez, es un suntuoso edificio; hay una escuela de primeras letras, concurrida por 40 niños y dotada con 2.500 reales; al N de la población hay un camino con arbolado que sirve de paseo y a 1/4 de legua la fuente denominada de Muñoz de la que se surten los vecinos cuando las aguas del río Pisuerga se hallan turbias.
La iglesia parroquial bajo la advocación de Santa María, está servida por un cura de segundo ascenso y dos beneficiados, contiguo a esta se halla el campo santo, y en una hermosa llanura fuera de la población la ermita de Nuestra Señora de la Vega.
Confina el término por N Hitero del Castillo; E Pedrosa; S Astudillo, y O Boadilla; su extensión es de N a S 2 leguas y 1 1/2 de E a O.
El terreno es de secano y medianamente productivo, le cruza el río citado de N a S, y en todo él hay buenos pastos y una hermosa dehesa poblada de árboles y con mucha caza, propia de Don José Ramírez; por todo el término abundan las canteras de sulfato de cal, de las que se elabora el yeso necesario para la reparación de edificios.
Los caminos son locales, y el real para Palencia pasa por esta villa; su estado es regular.
La correspondencia se recibe de Astudillo los lunes, jueves y sábados, y sale los domingos, miércoles y viernes.
Producciones: trigo de buena calidad, centeno, cebada, muchas lentejas, titos, garbanzos y patatas; se cría ganado lanar, caballar y mular; caza de liebres, conejos y perdices, y pesca de barbos, truchas, anguilas, cachos, bogas, bermejas y cangrejos.
Industria: la agrícola y la fabricación del lienzo ordinario para su servicio.
Comercio: la exportación de cereales e importación de artículos de consumo diario.
Población: (según datos oficiales) 78 vecinos, 406 almas; (según noticias fidedignas), es de 130 de los primeros y 520 de las segundas.

Capital productivo: 696.600 reales. Imponible: 20.168. El presupuesto municipal asciende a 1.200 reales, de los que se pagan 500 al secretario de ayuntamiento, y se cubre con el producto de las fincas de propios y el déficit por reparto vecinal.

## Geografía humana

### Demografía
Cuenta con una población de 271 habitantes (INE 2024).
| Gráfica de evolución demográfica de Melgar de Yuso entre 1842 y 2021                                                  |
| |
| Población de derecho según los censos de población del INE. Población de hecho según los censos de población del INE. |

## Patrimonio
- La iglesia parroquial Nuestra Señora de la Asunción.
- La Ermita de la Virgen de la Vega.
- La escultura románica policromada de la Virgen de la Vega.
- Fachada del castillo de los Ramírez.